# Crisi diplomatica tra Libia e Svizzera del 2008-2010

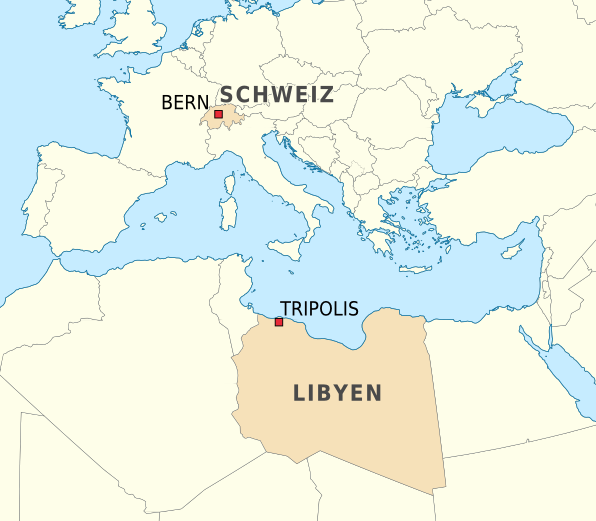
Posizioni di Svizzera e Libia

La crisi diplomatica tra la Libia e la Svizzera è stata un'impasse politica determinata dall'arresto da parte delle autorità elvetiche di uno dei figli dell'ex dittatore libico Muʿammar Gheddafi. Il Presidente della Confederazione svizzera Hans-Rudolf Merz (allora alla guida del Dipartimento federale delle finanze), non utilizzò mai la parola "incidente diplomatico", ma parlò di "crisi diplomatica". La vicenda ebbe inizio il 24 luglio 2008, in seguito al fermo da parte della polizia del Canton Ginevra, in un albergo della città, di Hannibal Gheddafi e si concluse 12 maggio 2010, quando venne liberato anche l'ultimo ostaggio elvetico detenuto in Libia per rappresaglia. La vertenza ebbe tuttavia uno strascico sino al 21 febbraio 2011, quando la Svizzera sospese i preparativi per l'istruzione del tribunale arbitrale internazionale chiamato a giudicare la vicenda.

## Il contesto internazionale

### La Libia
Dopo la revoca delle sanzioni internazionali contro il regime di Gheddafi nel 1999, la posizione della Libia è andata rafforzandosi, soprattutto nei confronti dei paesi europei. Le ragioni che hanno reso possibile questo riposizionamento sono state sia le massicce esportazioni di petrolio verso i paesi europei (e l'ingresso nel paese delle compagnie occidentali, tra cui la svizzera ABB) sia l'intercettazione e il blocco degli immigrati provenienti dall'Africa subsahariana e diretti in Europa. Soprattutto riguardo ai movimenti migratori Gheddafi era stato molto abile a fomentare la xenofobia e i timori degli europei nei confronti dei migranti provenienti dall'Africa. Il 29 novembre 2010 durante il vertice Africa-UE, Gheddafi dichiarò che se l'UE non gli avesse versato 5 miliardi di euro, “…un altro continente si sarebbe riversato sull'Europa.” Pochi mesi prima, il 7 giugno 2010, Gheddafi aveva ordinato la chiusura in Libia degli uffici dell'Agenzia delle Nazioni Unite per Rifugiati (UNHCR), impedendo ai rifugiati di chiedere protezione e assistenza, provocando tuttavia solo deboli proteste formali da parte della comunità internazionale. La Libia di Gheddafi non ha mai firmato la Convenzione di Ginevra sui rifugiati e diversi rapporti internazionali denunciano abusi e torture commessi dalla polizia libica ai danni dei migranti nei campi di detenzione sparsi nel paese. Una mappa di questi campi è stata realizzata da Fortress Europe.
Alla vigilia della rivolta libica del febbraio 2011, Gheddafi in Europa era un leader riverito, al quale veniva concessa ogni stravaganza (dalla tenda con le "amazzoni", alle "lezioni sul Corano" impartite a hostess italiane), mentre l'Europa sorvolava sulla mancanza di libertà civili nel paese e sul trattamento che il regime riservava ai migranti subsahariani.

### La Svizzera
Fedele alla sua politica di neutralità, la Svizzera nel luglio 2008 si trovava, sul piano diplomatico, isolata dagli altri paesi. La grande recessione aveva inoltre generato pressioni sulla piazza finanziaria elvetica da parte degli altri paesi europei e degli Stati Uniti (che minacciavano di ritirare le patenti bancarie a UBS e Credit Suisse).

## Lo sviluppo della crisi

### Hannibal Gheddafi a Ginevra

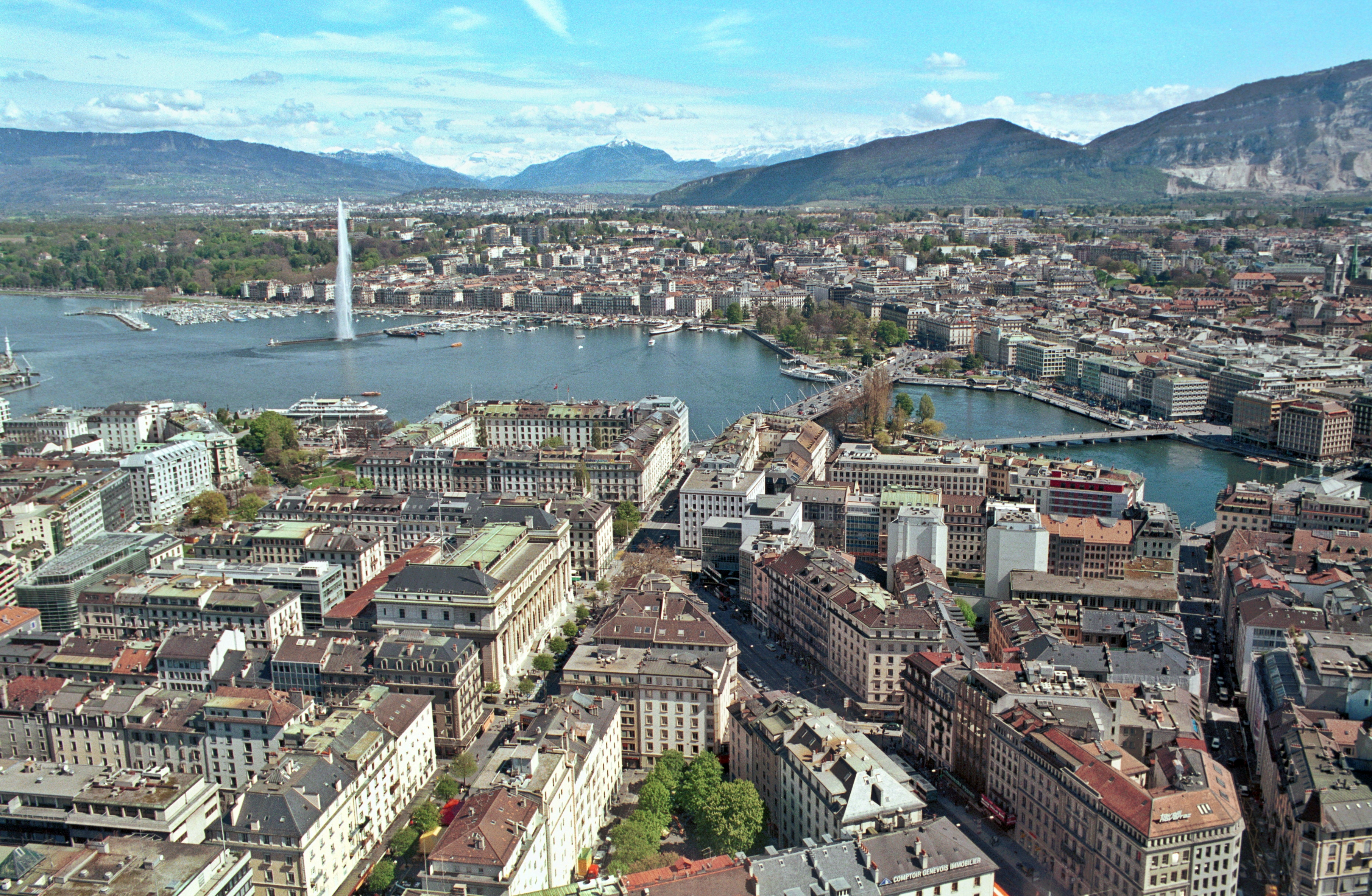
Vista dall'alto del centro di Ginevra sul lago Lemano. La città ospita oltre una quarantina di organizzazioni internazionali e attrae migliaia di diplomatici.

Il 2 luglio 2008 il Dipartimento federale per gli affari esteri venne contattato dall'ambasciata libica di Berna, poiché a Ginevra sarebbero arrivati Hannibal Gheddafi, figlio dell'ex dittatore libico Muammar Gheddafi, e sua moglie Aline. La coppia si trovava in Svizzera con il figlio di tre anni, due guardie del corpo, due domestici e tre medici. Gli ospiti presero alloggio all'albergo ginevrino "Président Wilson", il più costoso della città, dove riservarono dieci suites.
Il 16 luglio 2008 la polizia cantonale di Ginevra ricevette una richiesta di aiuto da parte dei due domestici al servizio dei coniugi Gheddafi. Si trattava di un uomo e di una donna originari del Marocco che denunciavano continue vessazioni da parte di Hannibal e di sua moglie Aline. Quel giorno erano stati picchiati così brutalmente da dover chiedere il ricovero in ospedale. La polizia cantonale, dando seguito alla denuncia e constatati i segni delle percosse sui due domestici, procedette all'arresto di Hannibal Gheddafi e di sua moglie Aline. Il 15 luglio i due coniugi Gheddafi vennero incriminati per lesioni semplici, minacce e coazione nei confronti dei due domestici. Hannibal Gheddafi trascorse due notti in detenzione preventiva, mentre sua moglie Aline, incinta di nove mesi, venne trasportata all'Ospedale universitario di Ginevra. La coppia venne liberata il 17 luglio, dopo aver versato una cauzione di 500 000 franchi.

### Le vittime
Il 27 agosto 2008 i due domestici marocchini denunciarono al quotidiano francese "Le Monde" ("Parlano gli schiavi di Gheddafi", intervista ripresa il giorno successivo dal Corriere della Sera) le dure condizioni cui erano sottoposti da parte di Hannibal Gheddafi: al momento dell'assunzione erano stati loro ritirati i documenti e il cellulare, venivano picchiati ad ogni minima infrazione, lavoravano ininterrottamente e venivano pagati una volta all'anno con un salario miserabile. Mentre la polizia di Ginevra, fra mille difficoltà, diede seguito alla denuncia dei domestici, in Libia a metà luglio venne arrestata per rappresaglia la madre del domestico: la donna venne tenuta in carcere per un mese e, dopo il suo rilascio (il 15 agosto 2008), medici marocchini diagnosticarono che durante la detenzione era stata sottoposta a stupri e a maltrattamenti tali che perse parecchi denti. Il fratello del domestico venne anch'egli arrestato a Tripoli e di lui si sono perse le tracce.

### La reazione libica

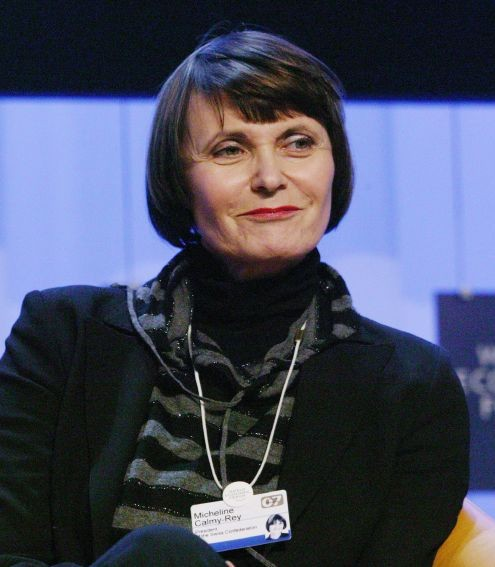
Micheline Calmy-Rey, direttrice del Dipartimento federale degli affari esteri e Ministra degli esteri svizzera dal 2002 al 2012. Venne eletta alla Presidenza della Confederazione nel 2006 e nel 2010.

Dall'arresto di Hannibal Gheddafi, il regime di Gheddafi ha attuato misure di ritorsione contro lo Stato svizzero. La reazione all'arresto di Hannibal fu immediata, poiché Mu'ammar Gheddafi lo considerò come un'umiliazione personale. Il 18 luglio 2008, Aisha Gheddafi, sorella di Hannibal, giunse a Ginevra per denunciare "il comportamento razzista della Svizzera", annunciando che vi sarebbero state delle reazioni.
Il 19 luglio 2008 in Libia vennero arrestati due ingegneri svizzeri: Max Göldi (impiegato presso l'azienda svizzero-svedese ABB) e Rachid Hamdani (con la doppia cittadinanza svizzera e tunisina, impiegato presso una piccola impresa del Canton Vaud), con l'accusa di aver violato le leggi libiche sull'immigrazione e sul soggiorno. Nei giorni successivi altre imprese elvetiche attive nel paese nordafricano vennero costrette a interrompere le loro attività. Il 26 luglio 2008 la Libia avanzò la richiesta di scuse ufficiali da parte della Svizzera per l'arresto di Hannibal e chiese l'immediata archiviazione del procedimento penale a suo carico.
Il 29 luglio 2008 Max Göldi e Rachid Hamdani vennero liberati su cauzione (18.000 franchi in tutto) e fu loro permesso di scontare la pena agli arresti domiciliari, ma parallelamente fu loro impedito di lasciare la Libia. Entrambi si rifugiarono all'ambasciata svizzera di Tripoli. Il 2 settembre i due domestici, dopo aver ricevuto in Svizzera un indennizzo, ritirarono le accuse nei confronti di Hannibal Gheddafi, permettendo alla giustizia elvetica di archiviare il caso, salvando la forma.
Nel maggio del 2009, la ministra degli esteri svizzera Micheline Calmy-Rey si recò a Tripoli per chiedere la liberazione dei due cittadini, ottenendo solo vaghe promesse. In giugno il governo libico ritirò tutti i suoi averi depositati presso le banche elvetiche e bloccò ogni attività economica della Svizzera in Libia. Il 20 agosto del 2009 si recò in Libia il presidente della confederazione Hans-Rudolf Merz, questi porse le scuse ufficiali alla famiglia Gheddafi, esprimendo "al popolo libico" il suo rammarico "per l'arresto ingiustificato di diplomatici da parte della polizia di Ginevra." In cambio delle scuse, la Libia promise la liberazione dei due ostaggi il 1º settembre 2009. Inoltre Libia e Svizzera firmarono un accordo per istituire un tribunale internazionale che facesse luce sulla vicenda dell'arresto di Hannibal Gheddafi a Ginevra. L'operato del presidente Merz, tuttavia, non trovò consensi in Svizzera: sia per la forma (Merz dirigeva il Dipartimento delle finanze, non quello degli Affari esteri; inoltre della sua visita non aveva informati gli altri sei consiglieri federali) sia per la sostanza: Hannibal Gheddafi e sua moglie Aline non erano diplomatici libici, non possedevano un passaporto diplomatico e il loro arresto era avvenuto in conformità alle leggi del Canton Ginevra. Il presidente - a causa di ciò - decise di non presentarsi alle successive elezioni del 2010, per non penalizzare il Partito Liberale Radicale, al suo posto venne perciò eletto il collega di partito Johann Schneider-Ammann.

### La proposta libica di smembramento della Svizzera e la crisi dei visti

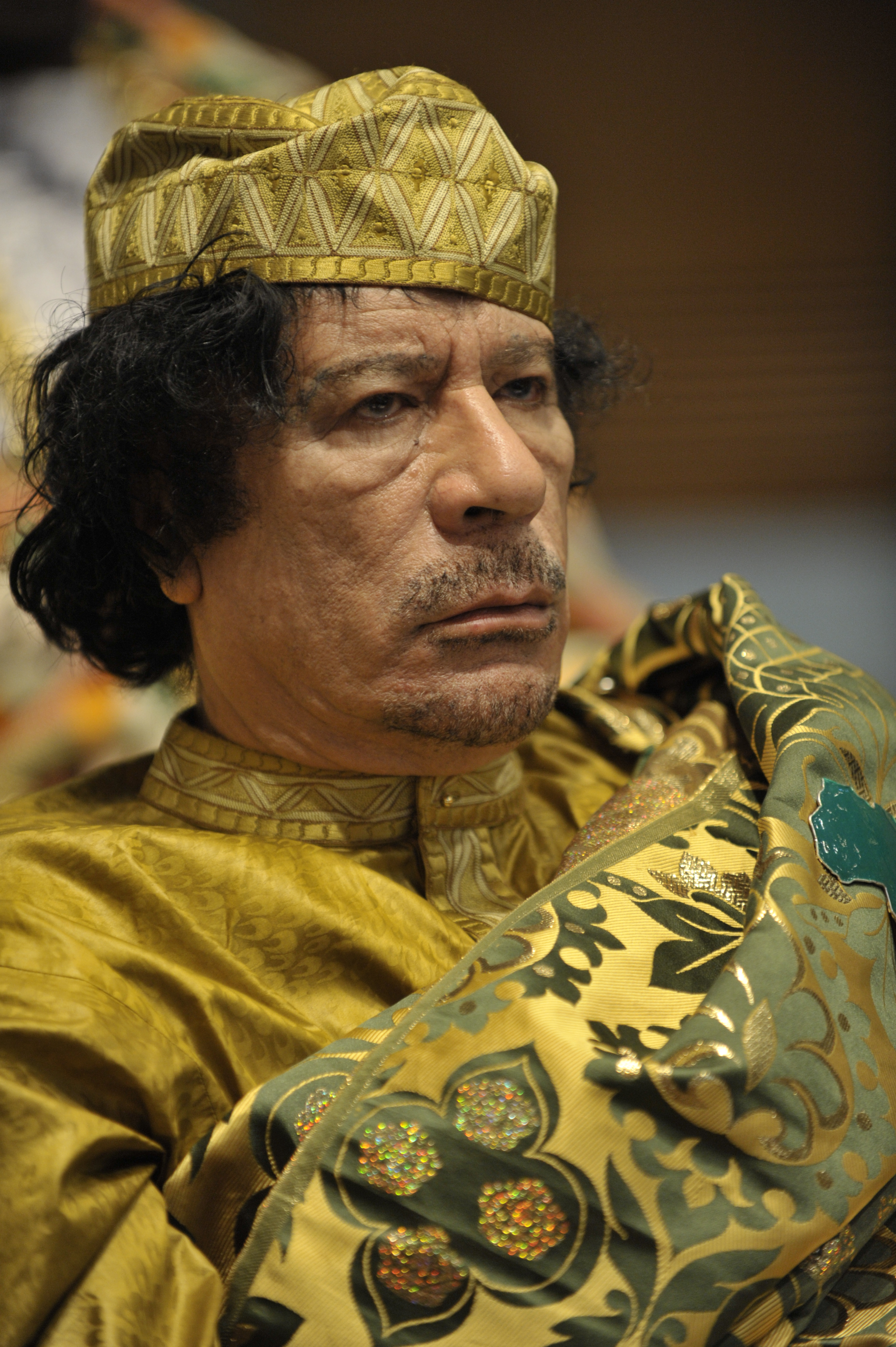
Mu'ammar Gheddafi parla come Presidente dell'Unione Africana nel palazzo ONU di Addis Abeba alla sua elezione il 2 febbraio 2009.

Il 1º settembre 2009, per festeggiare l'anniversario del colpo di Stato che lo portò al potere nel 1969, Gheddafi concesse la liberazione di alcuni oppostori e delinquenti comuni detenuti nelle carceri libiche. Tuttavia, nonostante questa circostanza e nonostante l'accordo precedentemente firmato con il presidente svizzero Merz, i due cittadini elvetici non vennero liberati. Il 4 settembre 2009, il quotidiano ginevrino la Tribune de Genève pubblicò le fotografie di Hannibal Gheddafi durante la sua breve detenzione. Il 15 settembre 2009, parlando all'Assemblea generale delle Nazioni Unite, l'ex dittatore libico Muammar Gheddafi chiese che la Svizzera fosse cancellata come paese e il suo territorio fosse spartito fra Germania, Francia e Italia, tesi che aveva già espresso in margine al Vertice del G8 all'Aquila, al quale Gheddafi era stato invitato nella veste di presidente dell'Unione Africana. Nel frattempo Max Göldi e Rachid Hamdani vennero prelevati dall'ambasciata svizzera a Tripoli, con il pretesto di un controllo medico, e portati in un luogo segreto. La Svizzera parlò apertamente di "sequestro".
Non intravedendo altre soluzioni, il 1º novembre 2009 la Svizzera decise di redigere una “lista nera” di 188 personalità legate al regime di Gheddafi e di impedire a queste ultime l'ingresso nello Spazio di Schengen, cui la Svizzera aveva aderito il 12 dicembre 2008. In base all'articolo 96 dell'Accordo di Schengen, gli stati che hanno ratificato il trattato possono vietare l'ingresso “per ragioni di ordine pubblico” a cittadini di paesi extra-Schengen; il divieto di ingresso si applica a tutti i paesi firmatari. In questo modo la Svizzera impedì ai membri del clan Gheddafi l'ingresso in Europa. Le pressioni sul regime libico consentirono in un primo momento di sbloccare la situazione: Sayf al-Islam Gheddafi, figlio di Mu'ammar Gheddafi, non poté partecipare al World Economic Forum di Davos e nemmeno al Festival del film di Berlino. Nel gennaio 2010, la sentenza contro Rachid Hamdani venne capovolta: lo svizzero-tunisino venne assolto dall'accusa di aver violato le leggi libiche sul commercio e il 7 febbraio 2010 poté lasciare la Libia e fare ritorno in Svizzera.
Mantenendo la pressione su Tripoli, grazie al sistema Schengen, la Svizzera sperava di ottenere anche la liberazione dell'altro ostaggio, Max Göldi. Tuttavia alcuni Paesi dell'Unione europea e dell'Area Schengen fecero pressioni sul governo elvetico affinché annullasse la “lista nera”, permettendo l'ingresso in Europa agli esponenti del regime libico. La Libia incassò l'appoggio di tutti gli Stati della Lega araba (compreso il Marocco, paese da cui provenivano le vittime di Hannibal Gheddafi), dell'Italia e di Malta, importanti partner commerciali di Tripoli.
Cessata la pressione della “lista nera” sulla Libia, il 21 febbraio 2010, il regime di Gheddafi decise di prendere d'assalto l'ambasciata svizzera di Tripoli. La situazione fu a quel punto sbloccata dallo stesso premier italiano che contattò telefonicamente il dittatore libico. La notizia venne successivamente confermata dalla stampa. Nell'immediato, l'assalto all'ambasciata elvetica nella capitale libica venne scongiurato da alcuni paesi dell'Europa nord-occidentale: il personale diplomatico della Gran Bretagna, della Francia, della Germania, della Spagna, dell'Austria, della Polonia e dei Paesi Bassi di stanza a Tripoli presidiò il perimetro della sede diplomatica svizzera evitando l'assalto dei militari libici.

### La liberazione di Max Göldi e la soluzione della crisi

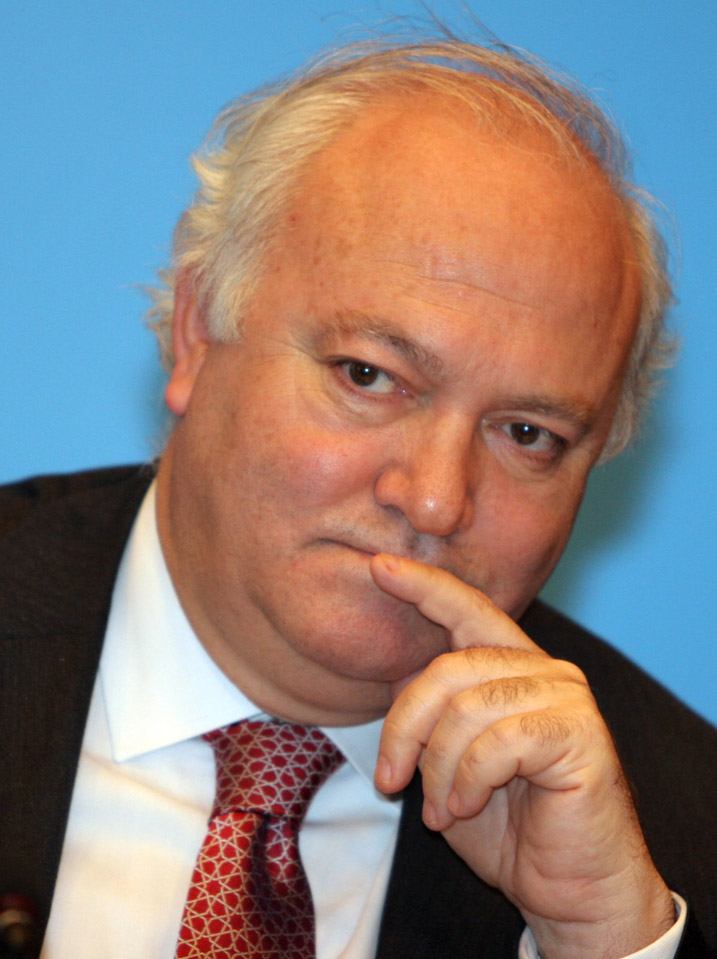
Miguel Ángel Moratinos, ministro degli esteri spagnolo dal 2004 al 2010. La Spagna si mantenne equidistante da Svizzera e Libia e la sua mediazione, accanto a quella della Germania, risultò credibile e indispensabile alla soluzione della crisi.

L'11 febbraio 2010, Max Göldi venne condannato a quattro mesi di carcere per aver violato le norme libiche sui visti. Il 18 febbraio la Spagna - presidente di turno dell'Unione europea - invitò a Madrid la ministra degli esteri elvetica Micheline Calmy-Rey e il ministro degli esteri libico Musa Kusa. La mediazione della Spagna e della Germania - in particolare del ministro degli esteri spagnolo Miguel Ángel Moratinos e del suo omologo tedesco Guido Westerwelle - permise lo sblocco della situazione. Prima della fine della presidenza spagnola dell'Unione, la crisi fu praticamente risolta. Il 22 febbraio Max Göldi (rifugiato all'ambasciata elvetica) si consegnò alle autorità libiche che lo incarcerarono per quattro mesi. Il 12 giugno 2010 venne liberato e pochi giorni dopo fece ritorno in Svizzera.
Come contropartita il Canton Ginevra si disse disposto a risarcire Hannibal Gheddafi per la pubblicazione delle sue fotografie sul quotidiano La Tribune de Genève, ma a quel punto Hannibal chiese nuovamente l'istituzione di un tribunale internazionale che giudicasse le modalità del suo arresto da parte della polizia cantonale ginevrina. Nel febbraio 2011 Hannibal Gheddafi ottenne inoltre dalle autorità elvetiche un risarcimento di 1,5 milioni di franchi per la pubblicazione delle sue fotografie su la Tribune de Genève.
Il 17 febbraio 2011, parallelamente a quanto era accaduto negli altri paesi arabi, la popolazione libica, dando seguito ad un appello lanciato su Facebook dall'oppositore libico Hasan al-Jahmi, iniziò a manifestare contro il regime di Gheddafi. La brutale repressione che seguì, soprattutto da parte di milizie mercenarie al soldo del dittatore, screditò completamente il regime libico di fronte alla comunità internazionale e svelò la natura violenta del potere di Gheddafi anche a quei paesi europei che lo avevano in passato sostenuto. Libera dal ricatto degli ostaggi, il 21 febbraio 2011, la Svizzera sospese le trattative per l'istituzione del tribunale internazionale chiamato a giudicare le autorità ginevrine per l'arresto di Hannibal Gheddafi.

## Le conseguenze della crisi

### Conseguenze in Svizzera
Il comportamento del regime libico ebbe nell'immediato importanti conseguenze sull'opinione pubblica svizzera. Mutarono gli atteggiamenti del paese alpino nella politica interna ed estera. In primo luogo, la Svizzera si attendeva almeno l'appoggio del Regno del Marocco, paese dal quale provenivano le vittime di Hannibal Gheddafi e per tutelare le quali si era mossa la polizia del Canton Ginevra. Per tutta la durata della crisi, invece, il Marocco rimase in silenzio, permettendo a Gheddafi di presentare l'incidente di Ginevra come lo scontro tra uno Stato occidentale e uno islamico. Questo atteggiamento mise in cattiva luce la pacifica comunità islamica presente in Svizzera (circa il 4,3% della popolazione). Il 15 settembre Gheddafi arrivò a chiedere lo smembramento della Svizzera all'Assemblea generale delle Nazioni Unite; due mesi dopo, il 29 novembre 2009, il popolo svizzero si recò alle urne per votare sull'iniziativa popolare che avrebbe messo al bando la costruzione di nuovi minareti, il divieto venne approvato dal 57,5% dei votanti e da 22 cantoni su 26, il che sembrò rafforzare le tesi sostenute da Tripoli.
La crisi con la Libia mise in difficoltà anche i fautori di una maggiore integrazione della Svizzera nell'Unione europea. L'appartenenza della Svizzera all'Area Schengen non solo non aveva garantito al paese alpino l'appoggio degli altri paesi firmatari, ma – al contrario – proprio alcuni fra gli altri Paesi Schengen (Italia e Malta) fecero pressioni affinché la Svizzera abbandonasse il blocco dei visti nei confronti del clan Gheddafi.

### Conseguenze in Libia
Hannibal Gheddafi venne liberato dopo due giorni, le accuse nei suoi confronti vennero ritirate dai domestici (indennizzati dalla Svizzera) e come riparazione alla pubblicazione delle sue fotografie su La Tribune de Genève ottenne un indennizzo di 1,5 milioni di franchi, tuttavia mai versati. Dopo il voto svizzero contro l'edificazione di nuovi minareti, Gheddafi ebbe gioco facile a presentarsi come il Difensore dell'Islam contro una democrazia occidentale: il 15 febbraio 2010, arrivò a proclamare la Jihād contro la Svizzera, l'appello, tuttavia, cadde inascoltato. Nell'immediato la prova di forza con la Svizzera aveva rafforzato il regime di Tripoli, ma la questione dei diritti umani nel paese, glissata da Europa e Stati Uniti, restava sul tappeto e sarebbe esplosa di lì a poco.